# خطاب طنجة

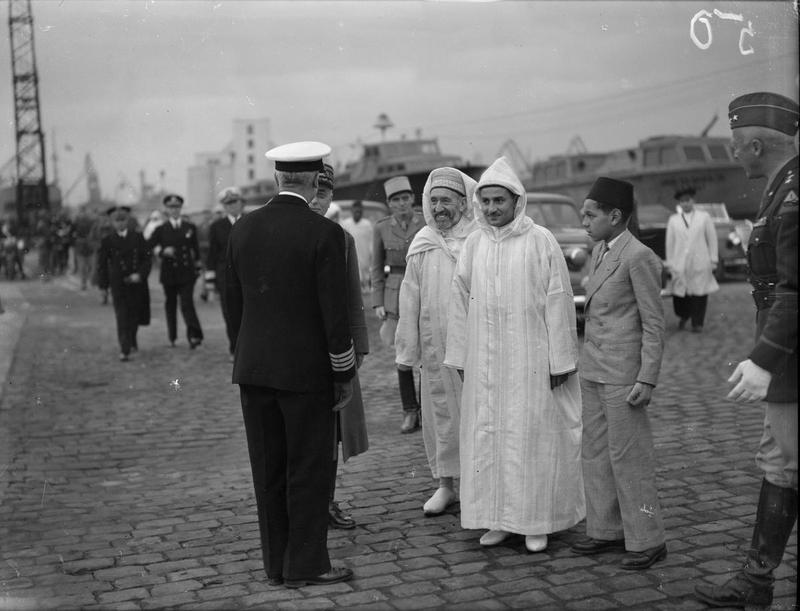
السلطان أثناء انعقاد مؤتمر الدار البيضاء.

خطاب طنجة هو خطاب ألقاه السلطان محمد الخامس ملك المغرب في 9 أبريل 1947 الموافق لـ19 جمادى الأولى 1366 هـ، في المندوبية في ما كان يُعرف آنذاك بمنطقة طنجة الدولية، ناشد فيه استقلال المغرب ووحدته الإقليمية وتكلم فيه عن وقوفه لصالح تحرير المغرب من الهيمنة الاستعمارية والتحرر التام من أي شكل من أشكال السيطرة والتدخل الخارجي،، واستكمله بخطاب ثانٍ في اليوم التالي في مسجد طنجة الكبير. في ذلك الوقت، كان المغرب تحت الحكم الاستعماري الفرنسي والإسباني، وكانت طنجة كمنطقة دولية.

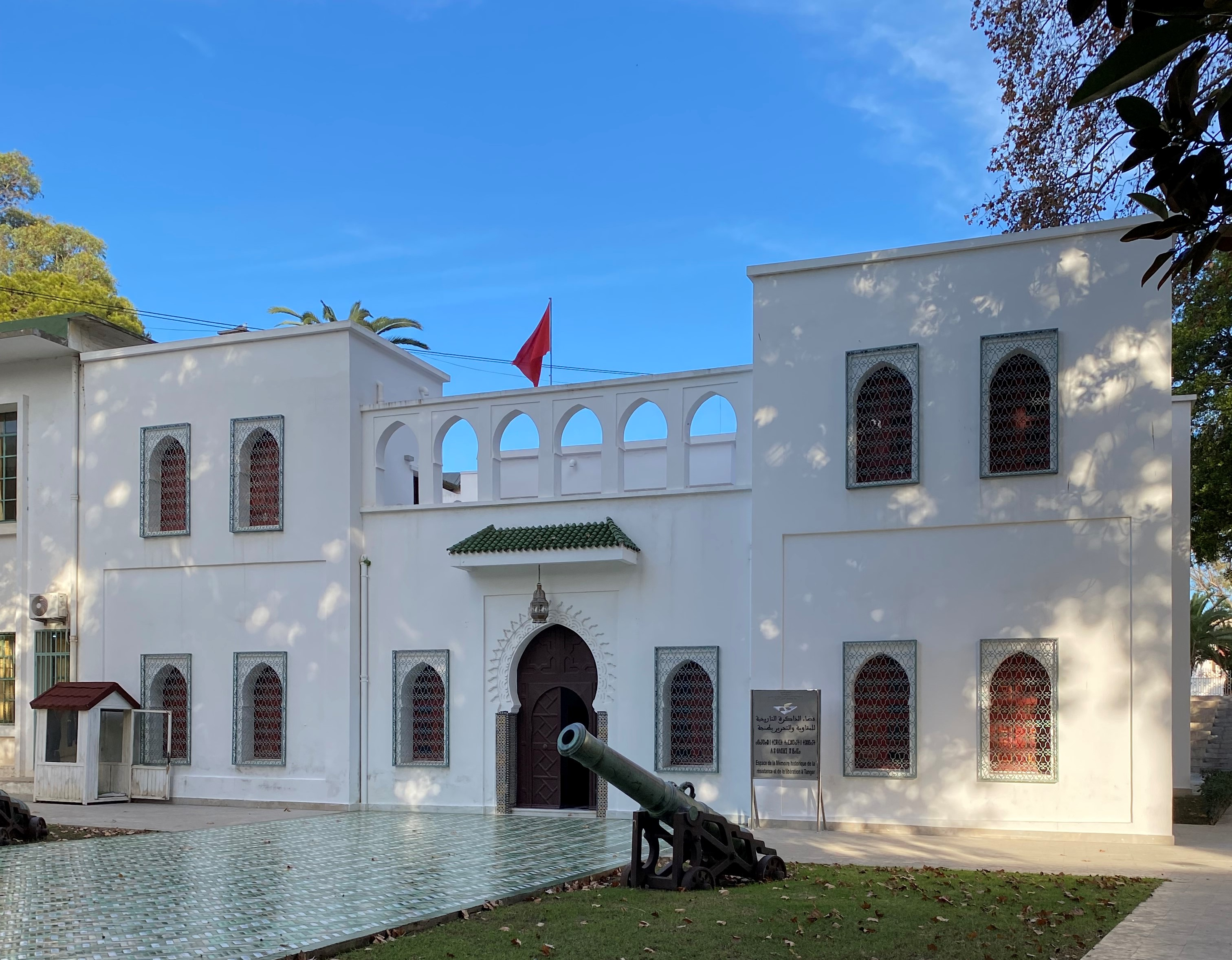
مبنى المندوبية الذي ألقى فيه خطاب طنجة، والذي يضم الآن متحفًا مخصصًا لهذا الحدث

## الخلفية
قدّم حزب الاستقلال وثيقة الاستقلال المغربية في 11 يناير 1944. وفي الوثيقة، تحالف الحزب الوطني مع الشخصية الرمزية للسلطان محمد الخامس. وقد قوبل الإعلان بالعداء من قبل السلطات الاستعمارية الفرنسية. تم اعتقال أحمد بلافريج واليزيدي و18 آخرين، وحدثت موجة من الاحتجاجات في مدن في جميع أنحاء البلاد.

### مذبحة الدار البيضاء
في الأيام التي سبقت خطاب السلطان، نفذت القوات الاستعمارية الفرنسية في الدار البيضاء، وتحديدًا الكتائب السنغالية الذين يخدمون الإمبراطورية الاستعمارية الفرنسية، مذبحة بحق المغاربة من الطبقة العاملة. استمرت المذبحة لمدة 24 ساعة تقريبًا من 7 إلى 8 أبريل 1947، حيث أطلق القناصة النار عشوائيًا على المباني السكنية في الأحياء العمالية، مما أسفر عن سقوط 180 ضحية من المدنيين المغاربة. كانت المذبحة محاولة لتخريب رحلة السلطان إلى طنجة. عاد السلطان إلى الدار البيضاء لمواساة أسر الضحايا، ثم توجه إلى طنجة لإلقاء الخطاب التاريخي.

## الخطاب والنتائج
تناول السلطان في خطابه مستقبل المغرب وسلامة أراضيه دون أن يذكر فرنسا بشكل مباشر. وأكد على دوره كحاكم، ومكانته تحت حكم الله، وعلاقات المغرب بالعالم العربي، ومسؤولياته تجاه شعبه. ثم واصل السلطان وصف الكيفية التي يتصور بها أن تعمل البلاد، مع حث المؤمنين.
وفقًا لمحمد لحبابي من الاتحاد الاشتراكي للقوات الشعبية، فإنّ المهدي بن بركة هو الذي كتب خطاب محمد الخامس بطنجة. كان إيريك لابون، المقيم العام الفرنسي في المغرب في ذلك الوقت، قد أدرج بيانًا في نهاية الخطاب ليقرأه السلطان، والذي شجع المغاربة على العمل مع الفرنسيين، لكن السلطان رفض قراءته.
تم استدعاء لابون، الدبلوماسي المحترف، واستبداله بالجنرال ألفونس جوان، وهو رجل عسكري، لتعزيز السلطة الفرنسية في مركز نظام الحماية.

## روابط خارجية
- Traduction du texte intégral du discours de Tanger dans « 56e anniversaire du voyage historique de S.M. Mohammed V à Tanger : un tournant majeur dans l'Histoire du Maroc », في Le Matin, 12 avril 2003 [النص الكامل]
- Le Maroc et la France. Rabat: Fanigraph. 2007. ص. 568. ISBN:9789954038598. Alaoui. 141-154